# Gordo Pop Show
Gordo Pop Show foi um programa de televisão da MTV Brasil que estreou em 12 de janeiro de 1998 e exibido até fevereiro de 2000 onde o apresentado por João Gordo tinha como objetivo analisar e considerar se era bom ou não vários clipes musicais dos arquivos da MTV e também entrevistava bandas e artistas que eram convidados da emissora, esse programa teve um formato muito parecido com o Piores Clipes do Mundo que entrou no ar um ano depois.
O programa saiu do ar em fevereiro de 2000 após problemas de saúde do apresentador e músico João Gordo e que só foi voltar a apresentar novas atrações da emissora cinco meses depois em julho de 2000 com o programa Gordo a Go-Go.
João Gordo fazia o programa junto com seu boneco, o Fudêncio e que foi embrião do desenho animado Fudêncio e Seus Amigos que estrearia também na MTV Brasil em agosto de 2005.